# Upminster Bridge
Upminster Bridge (AFI: /ʌpmɪn.stəʳ brɪdʒ/) è una stazione della linea District della metropolitana di Londra.
È la stazione della linea District con il più basso numero di passeggeri transitati.

## Storia
Nel 1902, in seguito all'inaugurazione della Whitechapel and Bow Railway, la Metropolitan District Railway (spesso abbreviata in MDR) venne estesa fino alla stazione di Upminster passando per quella di Hornchurch. Nel 1905 la stessa società sostituì le classiche locomotive a vapore con i treni elettrici: quindi, per completare la rete ferroviaria elettrificata, vennero chiusi tutti gli scali ubicati dopo quello di East Ham. Dopo un lungo ritardo conseguito a causa della prima guerra mondiale, la rete elettrificata venne estesa fino ad Upminster dalla London, Midland and Scottish Railway nel 1932.
Il percorso elettrificato costruito dalla London, Midland and Scottish Railway permise la costruzione di nuove stazioni nell'area. Tale proposta fu subito accettata dalle autorità locali, anche a causa del significativo aumento demografico ivi avvenuto durante il periodo interbellico.
La stazione di Upminster Bridge venne quindi inaugurata il 17 dicembre 1934. La stazione, benché fosse gestita dalla London, Midland and Scottish Railway, era servita esclusivamente dai treni della linea District. Dopo il Transport Act 1947, che comportò la nazionalizzazione di tutte le ferrovie britanniche, la gestione della stazione passò alle British Railways. Tuttavia lo scalo diventò proprietà della London Underground nel 1969.

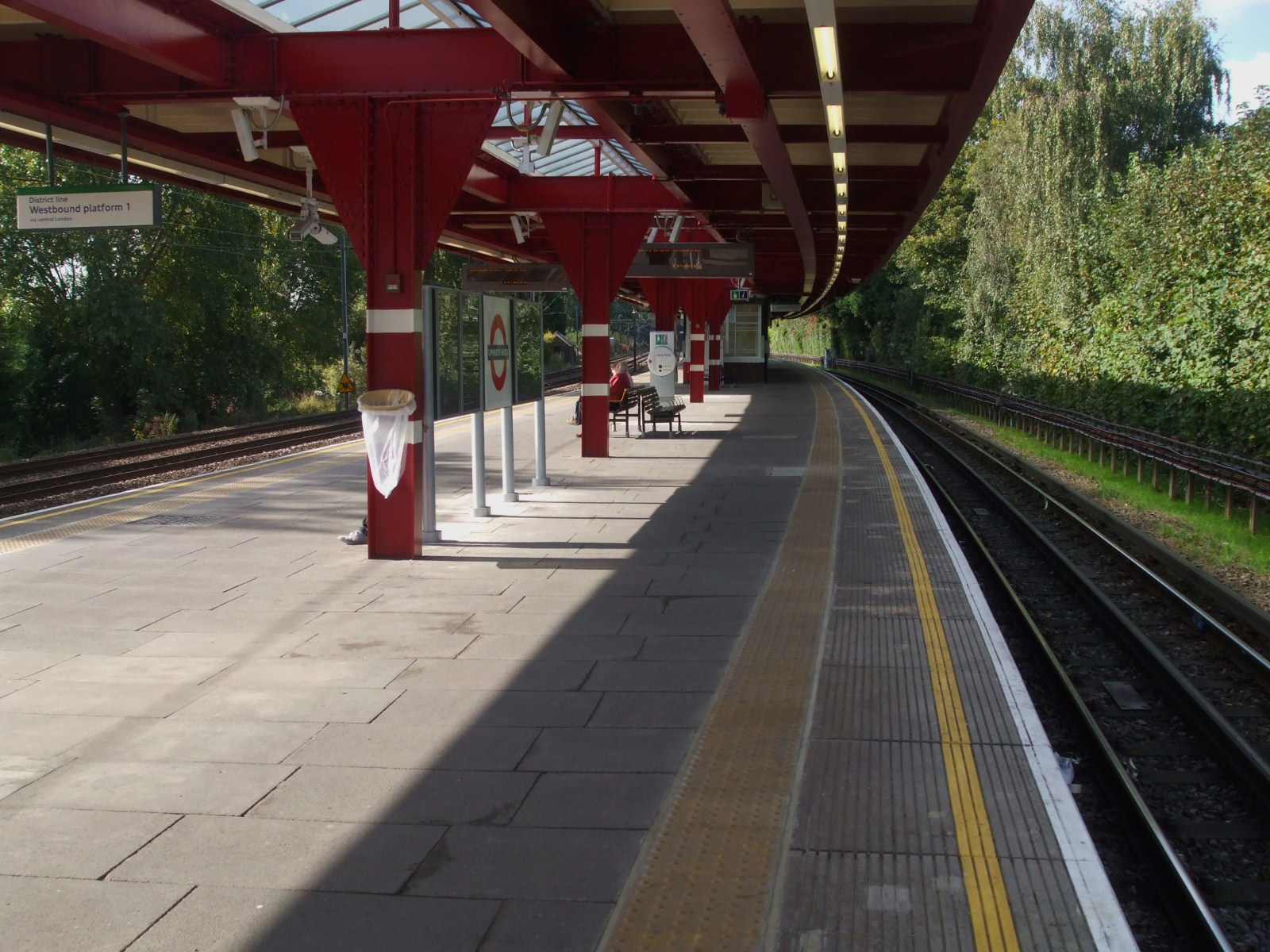
La stazione di Upminster Bridge. Si notino la piattaforma ad isola che compone la stazione e la coppia di binari che viaggia verso sud.

La stazione è stata infine ristrutturata dalla Metronet nel 2005 e nel 2006. In questi due anni, infatti, sono stati installati dei nuovi corrimani e delle telecamere a circuito chiuso, è stata aggiunta maggiore segnaletica per aiutare i passeggeri, è stata migliorata l'illuminazione e sono stati installati dei tabelloni dove sono riportati gli orari di partenza dei treni. La stazione, infine, non è dotata di un accesso senza gradini dalla strada ai binari.

## Strutture e impianti
La stazione consiste in una piattaforma a isola centrale con i binari che scorrono accanto. Per essa passano quattro coppie di binari. Due, ovviamente, appartengono alla metropolitana di Londra; gli altri due, invece, sono utilizzati dalla c2c, la linea ferroviaria che connette la città dell'Essex di Southend-on-Sea con lo scalo ferroviario londinese di Fenchurch Street.
La stazione di Upminster Bridge, interamente coperta da una pensilina, è dotata di una sala d'attesa ubicata al suo centro. La biglietteria in Art déco, composta da mattoni rossi, è situata al di sotto del livello delle banchine; è possibile raggiungerla attraverso l'ausilio di una scalinata. Sebbene Upminster Bridge sia molto simile ad altre stazioni della linea District, essa è molto nota per la sua particolare forma poligonale. Inoltre il pavimento della sala biglietteria è decorato con delle svastiche rovesciate, all'epoca un tipo di piastrellatura molto popolare.
Upminster Bridge dista 1,24 km da quella di Hornchurch e 1,26 km da quella di Upminster.
La stazione rientra nella Travelcard Zone 6.

## Dintorni

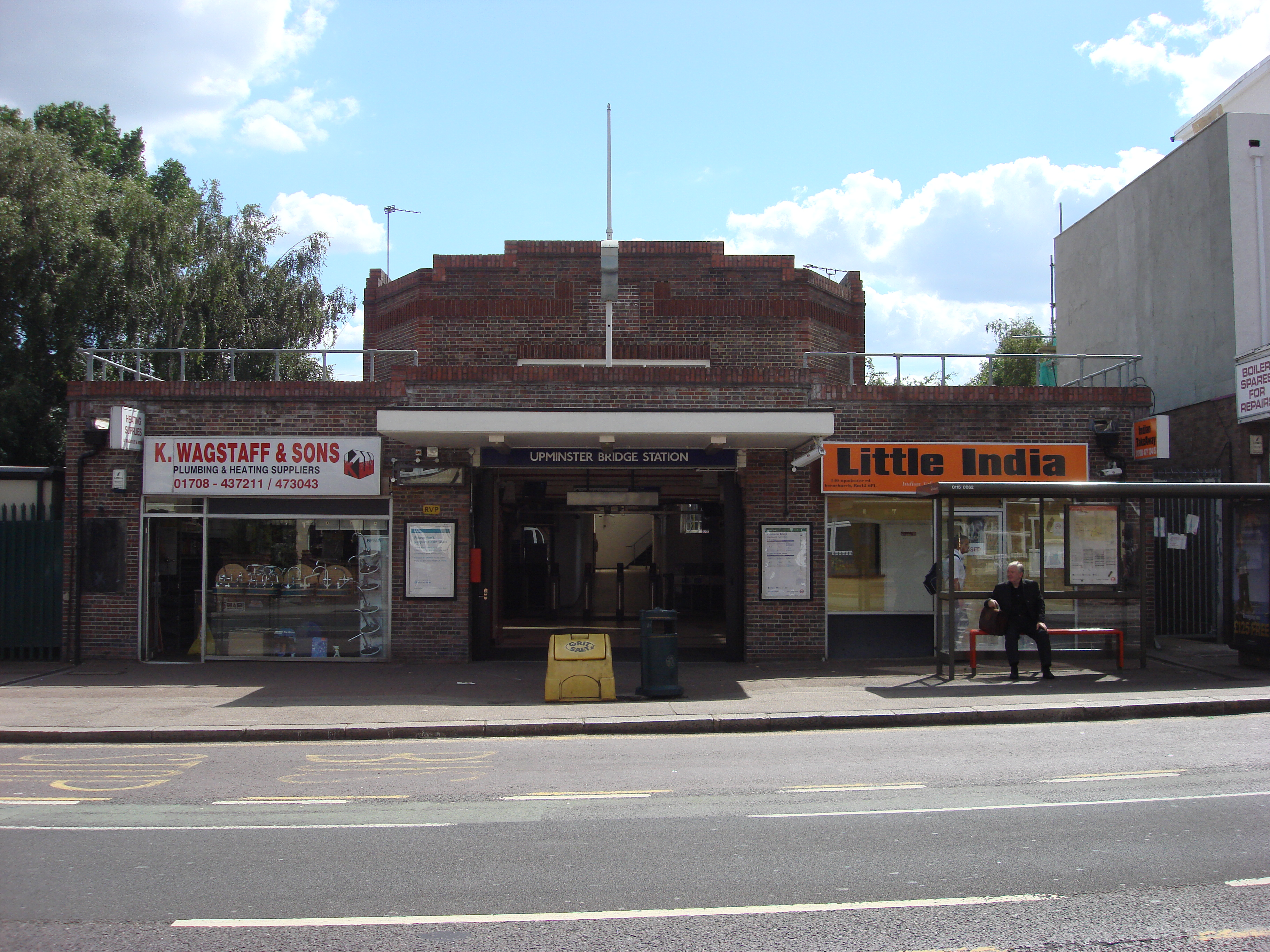
La stazione vista dall'esterno.

La stazione è stata chiamata «Upminster Bridge» a causa del un ponte omonimo che scavalca il fiume Ingrebourne. Quest'ultimo, anticamente, faceva da confine tra gli antichi distretti di Hornchurch ed Upminster: se queste circoscrizioni esistessero ancora la stazione sarebbe sita nella parte occidentale di Hornchurch.
L'edificio si affaccia su Upminster Road ed è circondato da numerosi negozi. Inoltre, la stazione è ubicata in un'area prevalentemente residenziale ed è vicina all'Havering Sixth Form College ed all'Hornchurch Stadium.

## Interscambi
Nelle vicinanze della stazione effettuano fermata alcune linee urbane automobilistiche, gestite da London Buses.
- Fermata autobus

## Servizi
La stazione è dotata di:
- Biglietteria
- Servizi igienici
- Sala d'attesa